# Jelena Andrejanova
Elena Andreianova, född 1819, död 1857, var en rysk ballerina.  
En krater på Venus har fått sitt namn efter henne. 